# Sandykly
Sandykly (Sundukli; turkm.: Sandykly çöli; ros.: пески Сундукли, pieski Sundukli) – piaszczysta pustynia położona we wschodnim Turkmenistanie, na lewym brzegu Amu-darii, przy granicy z Uzbekistanem; stanowi południowe przedłużenie uzbekistańskiej pustyni Kyzył-kum. Występują liczne kamieniste pagórki ostańcowe.